# Plectothripa excisa
Plectothripa excisa är en fjärilsart som beskrevs av George Francis Hampson 1918. Plectothripa excisa ingår i släktet Plectothripa och familjen trågspinnare. Inga underarter finns listade i Catalogue of Life.